# 68. ceremonia wręczenia nagród Brytyjskiej Akademii Filmowej
68. ceremonia wręczenia nagród Brytyjskiej Akademii Filmowej za rok 2014, odbyła się 8 lutego 2015 w Royal Opera House w Londynie. Nominacje do nagród zostały ogłoszone 8 stycznia, a prezentacji dokonali aktorzy Stephen Fry i Sam Claflin.

## Laureaci i nominowani
Laureaci nagród wyróżnieni są wytłuszczeniem

### Najlepszy film
- Richard Linklater i Cathleen Sutherland – Boyhood
  - Wes Anderson, Scott Rudin, Steven Rales i Jeremy Dawson – Grand Budapest Hotel
  - Tim Bevan, Eric Fellner, Lisa Bruce i Anthony McCarten – Teoria wszystkiego
  - Alejandro González Iñárritu, John Lesher i James W. Skotchdopole – Birdman
  - Nora Grossman, Ido Ostrowsky i Teddy Schwarzman – Gra tajemnic

### Najlepszy brytyjski film
(Nagroda im. Alexandra Kordy)
- James Marsh, Tim Bevan, Eric Fellner, Lisa Bruce i Anthony McCarten – Teoria wszystkiego
  - Yann Demange, Angus Lamont, Robin Gutch i Gregory Burke – W potrzasku. Belfast ’71
  - Jonathan Glazer, James Wilson, Nick Wechsler i Walter Campbell – Pod skórą
  - Morten Tyldum, Graham Moore, Nora Grossman, Ido Ostrowsky i Teddy Schwarzman – Gra tajemnic
  - Matthew Warchus, David Livingstone i Stephen Beresford – Dumni i wściekli
  - Paul King i David Heyman – Paddington

### Najlepszy film nieanglojęzyczny
- Paweł Pawlikowski, Eric Abraham, Piotr Dzięcioł i Ewa Puszczyńska – Ida • Polska
  - Ritesh Batra, Arun Rangachari, Anurag Kashyap i Guneet Monga – Smak curry • Indie
  - Jean-Pierre Dardenne, Luc Dardenne i Denis Freyd – Dwa dni, jedna noc • Belgia
  - Andriej Zwiagincew, Siergiej Mielkumow i Aleksandr Rodnianski – Lewiatan • Rosja
  - Stephen Daldry, Tim Bevan, Eric Fellner i Kris Thykier – Śmieć • Brazylia

### Najlepsza reżyseria
- Richard Linklater – Boyhood
  - Alejandro González Iñárritu – Birdman
  - Wes Anderson – Grand Budapest Hotel
  - James Marsh – Teoria wszystkiego
  - Damien Chazelle – Whiplash

### Najlepszy scenariusz adaptowany
- Anthony McCarten – Teoria wszystkiego
  - Graham Moore – Gra tajemnic
  - Jason Hall – Snajper
  - Gillian Flynn – Zaginiona dziewczyna
  - Paul King – Paddington

### Najlepszy scenariusz oryginalny
- Wes Anderson – Grand Budapest Hotel
  - Alejandro González Iñárritu, Nicolás Giacobone, Alexander Dinelaris Jr. i Armando Bó – Birdman
  - Richard Linklater – Boyhood
  - Damien Chazelle – Whiplash
  - Dan Gilroy – Wolny strzelec

### Najlepszy aktor pierwszoplanowy
- Eddie Redmayne – Teoria wszystkiego
  - Ralph Fiennes – Grand Budapest Hotel
  - Benedict Cumberbatch – Gra tajemnic
  - Jake Gyllenhaal – Wolny strzelec
  - Michael Keaton – Birdman

### Najlepsza aktorka pierwszoplanowa
- Julianne Moore – Still Alice
  - Felicity Jones – Teoria wszystkiego
  - Reese Witherspoon – Dzika droga
  - Amy Adams – Wielkie oczy
  - Rosamund Pike – Zaginiona dziewczyna

### Najlepszy aktor drugoplanowy
- J.K. Simmons – Whiplash
  - Mark Ruffalo – Foxcatcher
  - Steve Carell – Foxcatcher
  - Ethan Hawke – Boyhood
  - Edward Norton – Birdman

### Najlepsza aktorka drugoplanowa
- Patricia Arquette – Boyhood
  - Keira Knightley – Gra tajemnic
  - Imelda Staunton – Dumni i wściekli
  - Emma Stone – Birdman
  - Rene Russo – Wolny strzelec

### Najlepsza muzyka
(Nagroda im. Anthony’ego Asquitha)
- Alexandre Desplat – Grand Budapest Hotel
  - Hans Zimmer – Interstellar
  - Antonio Sánchez – Birdman
  - Jóhann Jóhannsson – Teoria wszystkiego
  - Mica Levi – Pod skórą

### Najlepsze zdjęcia
- Emmanuel Lubezki – Birdman
  - Robert Yeoman – Grand Budapest Hotel
  - Łukasz Żal i Ryszard Lenczewski – Ida
  - Hoyte van Hoytema – Interstellar
  - Dick Pope – Pan Turner

### Najlepszy montaż
- Tom Cross – Whiplash
  - Douglas Crise i Stephen Mirrione – Birdman
  - Barney Pilling – Grand Budapest Hotel
  - Jinx Godfrey – Teoria wszystkiego
  - William Goldenberg – Gra tajemnic
  - John Gilroy – Wolny strzelec

### Najlepsza scenografia
- Adam Stockhausen i Anna Pinnock – Grand Budapest Hotel
  - Maria Djurkovic i Tatiana Macdonald – Gra tajemnic
  - Suzie Davies i Charlotte Watts – Pan Turner
  - Nathan Crowley i Gary Fettis – Interstellar
  - Rick Heinrichs i Shane Vieau – Wielkie oczy

### Najlepsze kostiumy
- Milena Canonero – Grand Budapest Hotel
  - Steven Noble – Teoria wszystkiego
  - Sammy Sheldon Differ – Gra tajemnic
  - Jacqueline Durran – Pan Turner
  - Colleen Atwood – Tajemnice lasu

### Najlepsza charakteryzacja i fryzury
- Frances Hannon – Grand Budapest Hotel
  - Elizabeth Yianni-Georgiou i David White – Strażnicy Galaktyki
  - Peter Swords King i J. Roy Helland – Tajemnice lasu
  - Christine Blundell i Lesa Warrener – Pan Turner
  - Jan Sewell – Teoria wszystkiego

### Najlepszy dźwięk
- Thomas Curley, Ben Wilkins i Craig Mann – Whiplash
  - Thomas Varga, Martin Hernández, Aaron Glascock, Jon Taylor i Frank A. Montaño – Birdman
  - Walt Martin, John Reitz, Gregg Rudloff, Alan Robert Murray i Bub Asman – Snajper
  - John Midgley, Lee Walpole, Stuart Hilliker i Martin Jensen – Gra tajemnic
  - Wayne Lemmer, Christopher Scarabosio i Paweł Wdowczak – Grand Budapest Hotel

### Najlepsze efekty specjalne
- Paul Franklin, Scott Fisher i Andrew Lockley – Interstellar
  - Joe Letteri, Eric Saindon, David Clayton i R. Christopher White – Hobbit: Bitwa Pięciu Armii
  - Stephane Ceretti, Paul Corbould, Jonathan Fawkner i Nicolas Aithadi – Strażnicy Galaktyki
  - Joe Letteri, Dan Lemmon, Erik Winquist i Daniel Barrett – Ewolucja planety małp
  - Richard Stammers, Anders Langlands, Tim Crosbie i Cameron Waldbauer – X-Men: Przeszłość, która nadejdzie

### Najlepszy film animowany
- Phil Lord i Christopher Miller – Lego: Przygoda
  - Anthony Stacchi i Graham Annable – Pudłaki
  - Don Hall i Chris Williams – Wielka szóstka

### Najlepszy krótkometrażowy film animowany
- Chris Hees, Daisy Jacobs i Jennifer Majka – The Bigger Picture
  - Ainslie Henderson, Cam Fraser i Will Anderson – Monkey Love Experiments
  - Marcus Armitage – My Dad

### Najlepszy film krótkometrażowy
- Brian J. Falconer, Michael Lennox i Ronan Blaney – Boogaloo And Graham
  - Campbell Beaton, Dawn King, Tiernan Hanby i Oscar Sharp – The Kármán Line
  - Islay Bell-Webb, Michelangelo Fano i Nick Rowland – Slap
  - Michael Berliner i Rachel Tunnard – Emotional Fusebox
  - Aleem Khan, Matthieu De Braconier i Stephanie Paeplow – Three Brothers

### Najlepszy film dokumentalny
- Laura Poitras – Citizenfour
  - Morgan Neville, Caitrin Rogers i Gil Friesen – O krok od sławy
  - Iain Forsyth i Jane Pollard – 20 000 dni na Ziemi
  - John Maloof i Charlie Siskel – Szukając Vivian Maier
  - Orlando Von Einsiedel i Joanna Natasegara – Virunga

### Najlepszy debiut brytyjskiego scenarzysty, reżysera lub producenta
(Nagroda im. Carla Foremana)
- Stephen Beresford / David Livingstone – Dumni i wściekli (scenarzysta / producent)
  - Gregory Burke / Yann Demange – W potrzasku. Belfast ’71 (scenarzysta / reżyser)
  - Elaine Constantine – Northern Soul (reżyser)
  - Hong Khaou – Lilting (reżyser)
  - Paul Katis / Andrew De Lotbiniere – Kajaki (Reżyser / producent)

### Nagroda dla wschodzącej gwiazdy
(Głosy publiczności)
- Jack O’Connell
  - Gugu Mbatha-Raw
  - Shailene Woodley
  - Margot Robbie
  - Miles Teller